# Ofiolita

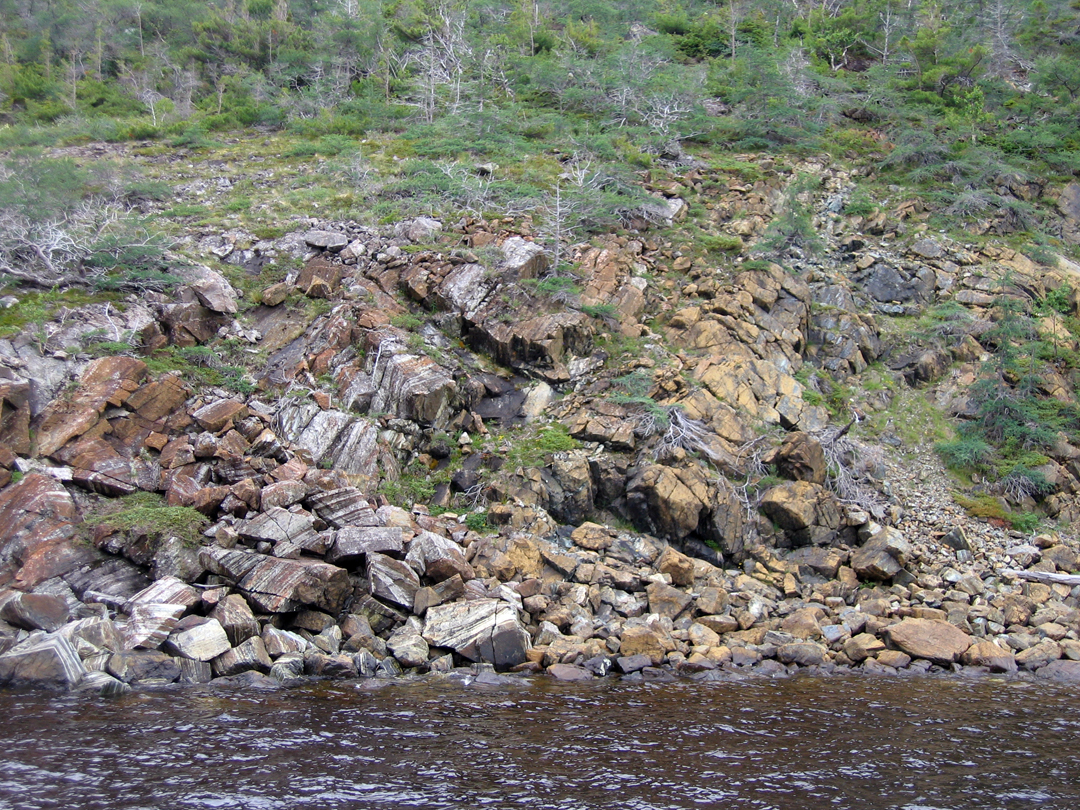
Ofiolitas ordovícicas en el Parque Nacional Gros Morne, Newfoundland, Canadá.

Secuencia pseudoestratigráfica típica de una serie ofiolítica.

Las ofiolitas son asociaciones de rocas ultramáficas, máficas y máfico volcánicas constituyentes de la corteza y litosfera oceánica. También  pueden aparecer sobre corteza continental como consecuencia de un proceso de obducción. Existe una disputa científica sobre si las ofiolitas representan la típica corteza oceánica.
En un sentido más amplio las ofiolitas se han definido solamente en torno a sus capas características dejando excluida su procedencia como parte de la definición. Lejos de todas las ofiolitas representan típica corteza y manto oceánico, si no que varias, a pesar de ser a grandes rasgos oceánicas, parecen haberse originado en cuencas de extensión de trasarco o en rifts oceánicos tipo mar Rojo. Otras parecen provenir de zonas de anterarco mientras algunas ofiolitas tienen elementos de arcos insulares.
Las ofiolitas pueden clasificarse como HOT y LOT en función de varios criterios como puede ser el origen a partir de dorsales rápidas o lentas, potencia de las capas, presencia o ausencia de términos y foliaciones y lineaciones.

## Distribución de ofiolitas
Las ofiolitas ocurren asociadas a zonas de orogénesis tanto antiguas como actuales. Por esto se encuentran frecuentemente tanto en zonas de subducción y colisión continental como en antiguos escudos donde estos sistemas se han preservado. Las ofiolitas más recientes se encuentran principalmente en el Cinturón Alpide y en el Cinturón de Fuego del Pacífico. Una de las agrupaciones de ofiolitas más estudiadas es la Creciente Ofiolítica Peri-Árabe (del francés croissant ophiolitique peri-árabe) que abarca a las ofiolitas de Chipre, el sur de Anatolia, Omán y los Emiratos Árabes Unidos (EAU) e Irán y los montes Zagros. Esta agrupación contiene dos de las ofiolitas más estudiadas, la Troodos en Chipre y la Semail en Omán y los EAU. Estas ofiolitas fueron obducidas cuando se cerró el océano Tetis en el mesozoico.
| Nombre                              | País                         | Provincia geológica      | Edad de roca (Ma) | Edad de emplazamiento (Ma) | Referencias |
| ----------------------------------- | ---------------------------- | ------------------------ | ----------------- | -------------------------- | ----------- |
| Macizo de Lherzolita de Collo       | Argelia                      | Montes Atlas             |                   |                            | [ 4 ]       |
| Ofiolitas de Famatina               | Argentina                    | Sierras Pampeanas        | Ordovícico        | Devónico                   | [ 5 ]       |
| Ofiolita del Cerro Mantiqueira      | Brasil                       | Sierra de la Mantiqueira |                   |                            | [ 6 ]       |
| Ofiolita de Golyamo Kamenyane       | Bulgaria                     | Montañas Ródope          |                   |                            | [ 7 ]       |
| Complejo Ofiolitico de Rocas Verdes | Chile                        | Andes Patagónicos        |                   |                            | [ 8 ] [ 9 ] |
| Ofiolita de Xingaze                 | China                        | Tíbet                    | 110-100           | <50                        | [ 3 ]       |
| Ofiolita de Troodos                 | Chipre                       | Montañas de Troodos      |                   |                            | [ 10 ]      |
| Complejo Ofiolitico de La Tetilla   | Colombia                     | Cordillera Occidental    |                   |                            | [ 11 ]      |
| Complejo de Gabal Gerf              | Egipto, Sudán                | Escudo Nubio-Arábigo     | 750               |                            | [ 12 ]      |
| Ofiolita de Jormua                  | Finlandia                    | Escudo Báltico           | 1950              |                            | [ 13 ]      |
| Ofiolita de Halmahera               | Indonesia                    | Halmahera                |                   |                            | [ 10 ]      |
| Complejo Ofiolitico de Neyriz       | Irán                         | Montes Zagros            |                   |                            | [ 10 ]      |
| Complejo Ofiolitico de Miyamori     | Japón                        | Montañas de Kitakami     |                   |                            | [ 10 ]      |
| Ofiolita de Ibara                   | Japón                        | Cinturón de Maizuru      | 281-310           |                            | [ 10 ]      |
| Ofiolita de Yakuno                  | Japón                        | Cinturón de Maizuru      |                   |                            | [ 10 ]      |
| Ofiolita de Northland               | Nueva Zelanda                | Alóctono de Northland    |                   |                            | [ 14 ]      |
| Ofiolita de Semail                  | Omán, Emiratos Árabes Unidos | Montañas de Al Hajar     |                   |                            | [ 10 ]      |
| Macizo Ultramáfico de Tapo          | Perú                         | Cordillera Oriental      | 718 ± 41          |                            | [ 15 ]      |
| Complejo Ofiolitico de Dunzhugur    | Rusia                        | Macizo de Altái          | 1020              |                            | [ 16 ]      |

## Fuente
- Tarbuck & Lutgens (1999). Ciencias de la Tierra. Prenhall. OCLC 7423266.